# ادوارد مودریک
ادوارد مودریک (روسی: Эдуард Николаевич Мудрик؛ ۱۸ ژوئیهٔ ۱۹۳۹ – ۲۷ مارس ۲۰۱۷) یک بازیکن فوتبال اهل اتحاد جماهیر سوسیالیستی شوروی بود.
از باشگاه‌هایی که در آن بازی کرده‌است می‌توان به باشگاه فوتبال دینامو مسکو اشاره کرد.
وی همچنین در تیم ملی فوتبال شوروی بازی کرده است.